# Волков, Михаил Владимирович
Михаи́л Влади́мирович Во́лков — советский и российский математик. Доктор физико-математических наук (1994), профессор (1997). Принадлежит к научной школе Л. Н. Шеврина.
Иностранный член Финской академии науки и литературы (2018).

## Биография
Окончил математико-механический факультет Уральского университета (1977) по специальности «Математика».
Работал в Уральском университете в 1979—2025 годах. С 2006 по 2025 год заведовал кафедрой алгебры и дискретной математики математико-механического факультета
ИМКН «Уральский федеральный университет имени первого президента России Б. Н. Ельцина» (УрФУ).
Удостоен приза за лучшую работу на 13-й международной конференции по реализации и приложениям автоматов (Прага, 2007).
Главный научный сотрудник лаборатории комбинаторной алгебры УрФУ.
Автор более двухсот пятидесяти научных работ в области алгебры и теоретической информатики.

## Научные работы
- Многообразия полугрупп с модулярной решеткой подмногообразий // Докл. РАН. 1992. Т. 326, № 3;
- On a Class of Semigroup Pseudovarieties Without Finite Pseudoidentity Basis // Int. J. Algebra and Computation. 1995. Vol. 5, № 2;
- Conditional equations for pseudovarieties // Chrystopher L. Nehaniv, Masami Ito (eds.) Algebraic Engineering. – Singapore: World Scientific, 1999. – P. 376—389.
- The Finite Basis Problem for Finite Semigroups // Math. Japonica. 2001. Vol. 53, № 1;
- Gyorgy Pollák's work on the theory of semigroup varieties: Its significance and its influence so far, Acta Sci. Math. Szeged. 2002. 68, no. 3-4, 875-894.
- Synchronizing Automata Preserving a Chain of Partial Orders // Theor. Comput. Sci. 2009. Vol. 410, № 37.